# نينجا هاتوري-كون (لعبة فيديو)
نينجا هاتوري-كون (باليابانية:  (忍者ハットリくん)، هي لعبة فيديو يابانية من نوع منصات ثنائية الأبعاد، حيث صدرت اللعبة في الأسواق اليابانية بتاريخ 5 مارس 1986، وتعمل حصرياً لمنصة نينتندو إنترتينمنت سيستم، وهي مرخصة من مسلسل الرسوم المتحركة اليابانية نينجا هاتوري-كون.